# Скуратов Вадим Станіславович
Вадим Скуратов (нар. 27 лютого 1967) — український гравець у водне поло. Він брав участь у турнірі серед чоловіків на літніх Олімпійських іграх 1996 року.